# West Gate Bridge
Die West Gate Bridge ist eine Schrägseilbrücke in Melbourne. Sie überspannt den Yarra River kurz vor dessen Mündung in Port Phillip und verbindet die Innenstadt mit den Industriegebieten im Westen der Stadt. Die West Gate Bridge ist die drittlängste Brücke Australiens: mit einer Gesamtlänge von 2582,6 m ist sie doppelt so lang wie die Sydney Harbour Bridge. Die längste Stützweite beträgt 336 m, die Höhe über dem Yarra 58 m.

## Verkehr
Die Brücke weist vier Fahrstreifen in jede Richtung auf und wird täglich von etwa 165.000 Fahrzeugen benutzt. Fußgänger und Radfahrer dürfen das Bauwerk nicht benutzen. Für sie steht eine Fähre zur Verfügung, die unter der Woche während der Spitzenverkehrszeiten auf Abruf verkehrt und an den Wochenenden und Feiertagen ganztägig verkehrt.

## Geschichte
Erste Planungen für eine Brücke in der Nähe der Mündung des Yarra gab es bereits 1957. Die rasante Entwicklung Melbournes machte eine neue Querung des Flusses notwendig,  um den zusätzlichen Verkehr aufzunehmen. 1966 wurden die Arbeiten mit ersten Probebohrungen begonnen. Das Ende der Bauarbeiten war für Ende 1970 vorgesehen.

### Unfall
Am 15. Oktober 1970 um 11:50 versagte während der Montage der 112 m lange Brückenträger zwischen Pfeiler 10 und 11. Er stürzte in den Fluss und auf den Uferbereich, wobei 35 Arbeiter getötet wurden. Der Teil, der nicht ins Wasser fiel, stürzte direkt auf die Arbeiterunterkünfte, wo sich viele Arbeiter während der Mittagspause aufhielten. Einige Todesopfer befanden sich während des Unfalls auf oder in dem Hohlkastenträger. Der Aufprall des 2000 t schweren, stählernen Segments erschütterte Gebäude mehrere hundert Meter entfernt.
Als Unfallursache wurde eine fehlerhafte Konstruktion und das unübliche Vorgehen während des Baus bezeichnet. Der Brückenüberbau bestand aus zwei Hohlkastenträgern, die auf dem Boden erstellt, in Position gehoben und miteinander verschraubt wurden. Am Unfalltag konnten die beiden Halbsegmente nicht miteinander verschraubt werden, weil eines auf Grund eines Montagefehlers in der Mitte mit 11,4 cm Unterschied eine andere Überhöhung hatte als das andere. Es wurde beschlossen, das höher liegende Segment mit 80 t zu belasten, was durch Auflegen von 10 Betonblöcken bewerkstelligt wurde. Unter dem zusätzlichen Gewicht begann sich das Halbsegment zu verformen und es entstanden Beulen. Als die Längsverschraubung der beiden Segmenthälften teilweise fertiggestellt war, wurde angeordnet die Beulen zu entfernen. Nachdem ein Teil der Schrauben wieder gelöst worden war, versagten überlastete Bauteile und brachten die Konstruktion zum Einstürzen. Der genaue Grund für das irreguläre Vorgehen bei der Montage konnte nie ermittelt werden, da bei dem Unglück auch die leitenden Bauingenieure starben bzw. einer so stark verletzt wurde, dass er die Erinnerung verlor.
Heute erinnert das West Gate Bridge Memorial an die Arbeiter, die bei diesem Unglück ums Leben kamen.
Die Brücke wurde nach zehnjähriger Konstruktion 1978 als Teil des West Gate Freeway fertiggestellt. Die Baukosten betrugen 202 Mio. AUD und sollten durch eine Maut ausgeglichen werden, die jedoch 1985 wieder abgeschafft wurde.
Anfang der 2000er Jahre wurden die Vorlandbrücken aus Spannbeton mit zusätzlicher externer Vorspannung und geklebter Bewehrung aus Kohlenstofffaser-Verbundwerkstoffen verstärkt.

## Zukunft

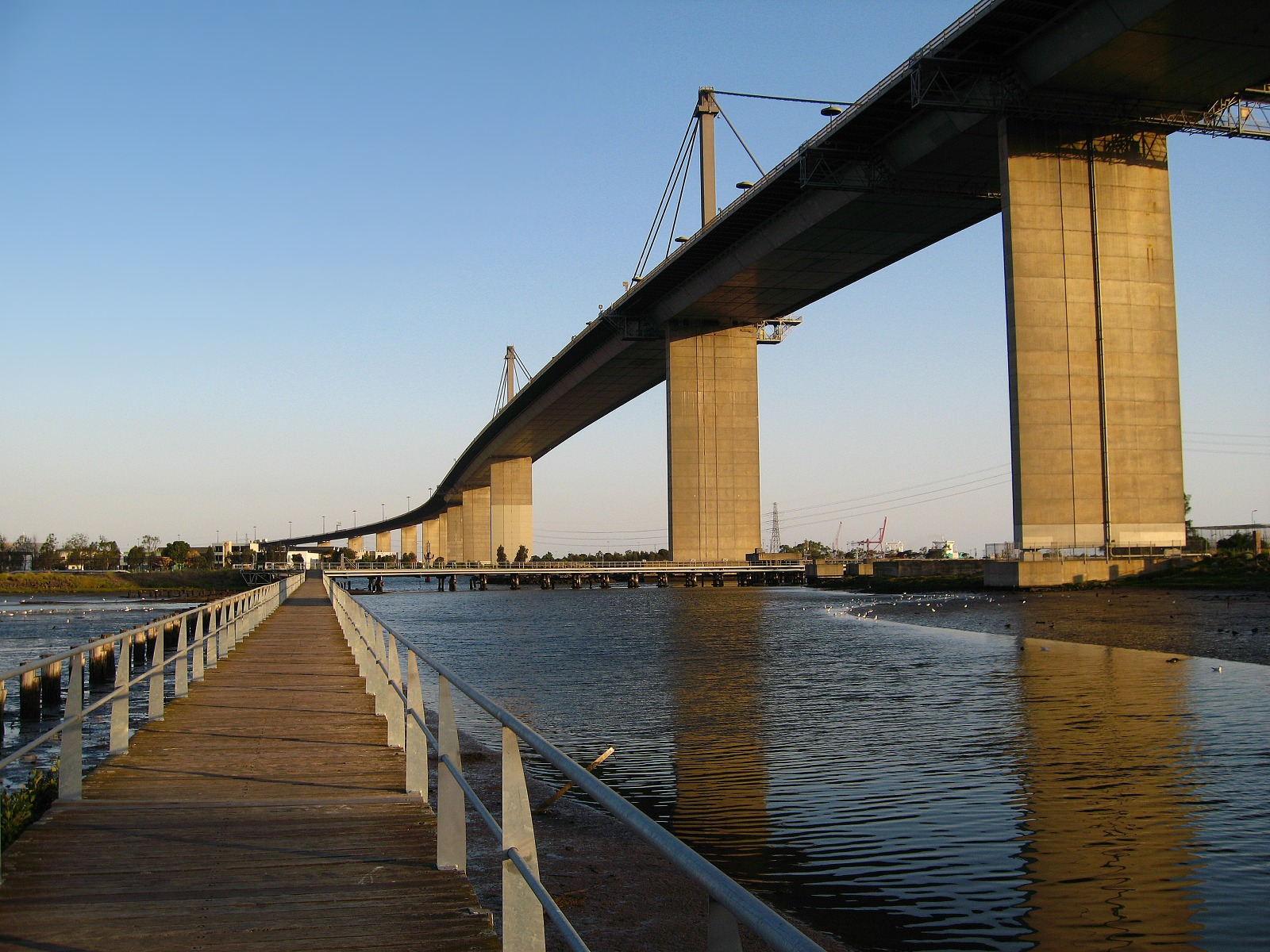
Die West Gate Bridge fotografiert vom Fußweg in der Nähe des West Gate Bridge Memorial Parks

Wegen des weiter steigenden Verkehrs in Melbourne gibt es Überlegungen, die Brücke zu verbreitern, einen Tunnel unter dem Fluss anzulegen oder die Brücke mit einer zweiten Ebene zu versehen. Man entschied sich dafür, in Spitzenzeiten fünf Fahrspuren in eine Richtung freizugeben und in die andere drei. 2006 wurden Pläne bekannt, wonach ein Tunnel zur Entlastung der Brücke angelegt werden soll.

## Konstruktion
Die West Gate Bridge besteht aus drei Abschnitten. Dies sind zum einen die westlichen und östlichen Vorlandbrücken. Die Bauwerke haben  einem 3-zelligen Spannbeton-Hohlkastenquerschnitt mit weit auskragenden Querträgern. Die mittlere Stützweite der Überbauten beträgt etwa 67 m. Die Vorlandbrücken wurden in Segmentfertigteilen hergestellt. Zum anderen besteht die dazwischen liegende 848 m lange Strombrücke mit 336 m Stützweite über dem Yarra River, eine Schrägseilkonstruktion mit einem mehrzelligen Stahlquerschnitt. 